# Estrema sinistra in Francia
L'estrema sinistra in Francia indica tutte le organizzazioni politiche che si pongono alla sinistra del Partito Socialista, sviluppatesi soprattutto a partire dal 1968.
In Francia il termine «extrême-gauche» (estrema sinistra) è generalmente accettato per i gruppi politici che si posizionano a sinistra del Partito Socialista come i trotskysti, i maoisti, gli anarco-comunisti e la nuova sinistra («nouvelle gauche»), anche se altri (come il politologo marxista Serge Cosseron) ne limitano lo scopo ai gruppi a sinistra del Partito Comunista Francese. Tuttavia non c'è un vero consenso sulla questione e molti gruppi cercano di evitare gli stereotipi associati alla categorizzazione di estrema sinistra usando la definizione «la sinistra del sinistra» («la gauche de la gauche»). Fino agli anni 1980 (quando entrò in alleanza con i socialisti) anche il Partito Comunista Francese era considerato di estrema sinistra.
Secondo Irene Pereira, "Le nozioni di" sinistra radicale" o "sinistra della sinistra" sono prima di tutto il risultato del declino del blocco orientale e del fatto che il Partito comunista non era quindi più in grado di attrarre l'intera sinistra. È anche la necessità di situarsi in relazione al Partito socialista francese, che diventa un partito di governo dagli anni '80, che giustifica il loro uso". Designati come "sinistra radicale", "sinistra combattiva" o "sinistra anticapitalista" dagli scienziati politici, questi gruppi si trovano alla "sinistra della sinistra" dei movimenti riformisti e antiliberali.

## Movimenti trotskisti

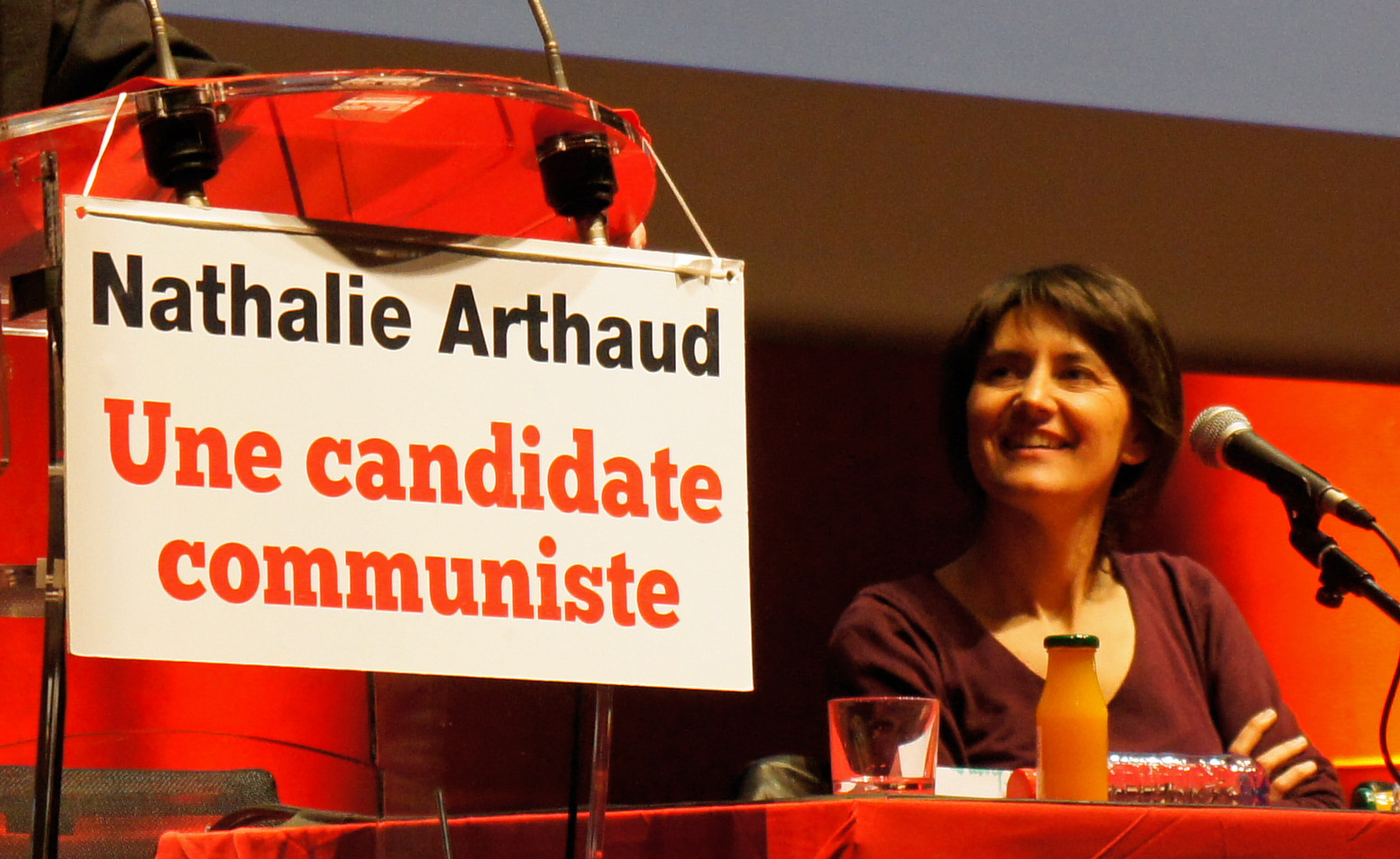
Nathalie Arthaud, portavoce di Lutte Ouvrière, a Reims durante la campagna per le elezioni presidenziali del 2012.

Il movimento trotskista in Francia si distingue per una presenza visibile nella vita politica francese e nelle lotte sociali. Due figure sono particolarmente popolari per le loro frequenti apparizioni televisive e il loro alto punteggio elettorale sulla scala dell'estrema sinistra nel mondo: Olivier Besancenot e Arlette Laguiller.
Questa corrente è caratterizzata dalla stabilità di tre grandi correnti dagli anni 1953-1956, nonostante il nome cambi: La Lega comunista rivoluzionaria (sezione francese della IV internazionale), Lutte Ouvrière (o Unione comunista (trotskista), membro dell'Unione Comunista Internazionalista) e la Courant communiste internationaliste (CCI), corrente maggioritaria del Parti des travailleurs, che affermano di essere trotskisti. Queste tre organizzazioni hanno una presenza effettiva nelle lotte sociali, una buona organizzazione sindacale e associativa, alcuni funzionari eletti a livello locale e beneficiano di finanziamenti pubblici a causa dei loro risultati elettorali.
Con il suo funzionamento favorevole alle discussioni interne, la Lega comunista rivoluzionaria ha attratto molte piccole organizzazioni trotskiste, che ritengono più interessante militarci al suo interno piuttosto che perseguire un'esistenza autonoma. Ciò vale in particolare per l'Alliance marxiste révolutionnaire, Voix des travailleurs, Pouvoir ouvrier, Socialisme international, Socialisme par en bas e una parte della Gauche révolutionnaire. Le restanti Gauche révolutionnaire e Groupe communiste révolutionnaire internationaliste potrebbero fare parte dello stesso progetto di nuovo partito anticapitalista avviato dall'LCR.
Al contrario, le numerose divisioni delle organizzazioni trotskiste hanno portato alla creazione di un numero considerevole di gruppi di influenza limitata, anche se il più delle volte hanno alcuni funzionari sindacali ben stabiliti localmente. È la corrente lambertista (nome dato alla corrente trotskista all'interno del Partito dei lavoratori, in riferimento al suo fondatore, Pierre Lambert) che ha il maggior numero di filiali, con il Groupe La Commune, Toute la vérité, Carré rouge, e i rami della divisione di Stéphane Just, da cui il Comité communiste internationaliste (trotskiste), le Comité pour la construction du Parti ouvrier révolutionnaire, l’Abeille rouge... Ci sono poche divisioni rimanenti della Lega Comunista Rivoluzionaria, la maggior parte notevole è la Ligue trotskiste de France  e la sua scissione, il Groupe internationaliste.
Infine, diverse correnti trotskiste internazionali stanno cercando di stabilirsi in Francia creando organizzazioni sorelle. Oltre a quelli che militano all'interno della rivoluzionaria Lega Comunista, si può citare La Riposte, che ha la caratteristica di militare nel Partito Comunista Francese, ma anche gruppi più ristretti come Le Militant, derivanti dalla tendenza trotskista internazionale Militant di Ted Grant, Stratégie internationale di origine argentina oil Parti communiste révolutionnaire trotskiste (PCR / T) affiliato alla quarta internazionale posadista e basato sulle tesi di Juan Posadas. 
Nel 2024 è stato fondato il Partito Comunista Rivoluzionario (PCR) sezione francese dell'Internazionale Comunista Rivoluzionaria.

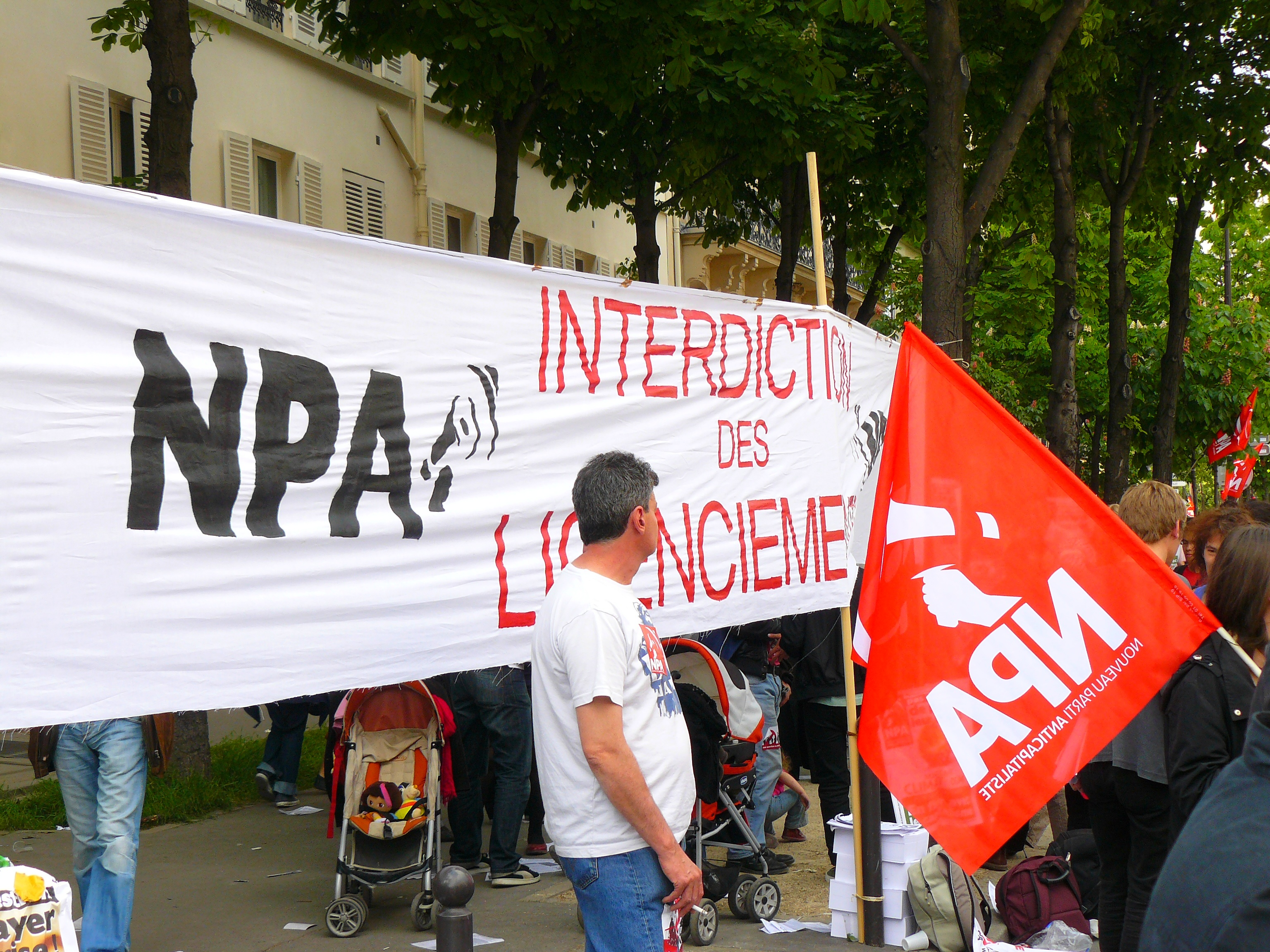
Stand NPA durante la manifestazione del maggio 2009 a Parigi.

## Movimento libertario

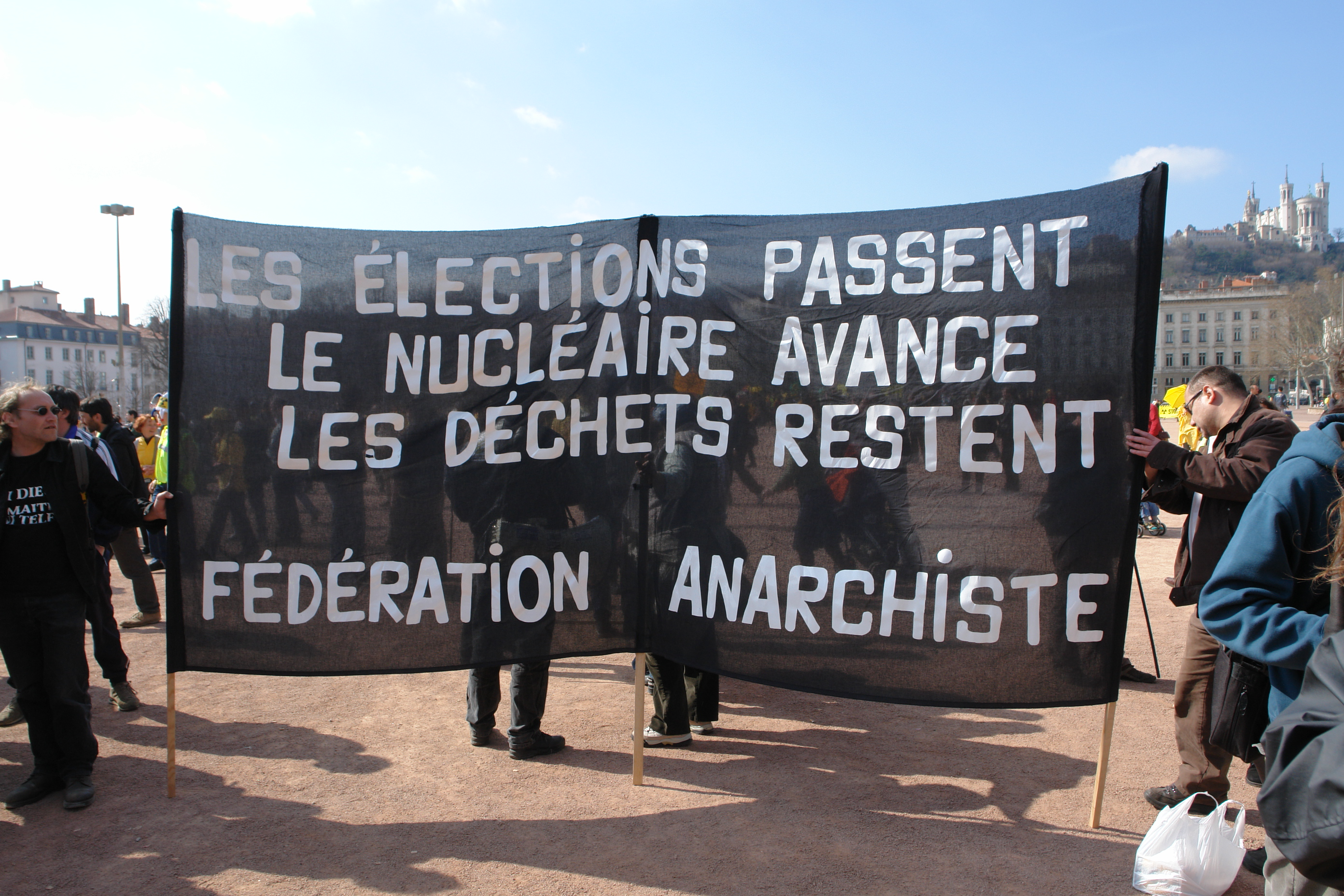
Manifestazione contro l'EPR, Lione, 17 marzo 2007, luogo Bellecour. Striscione della Federazione Anarchica.

Se il "movimento libertario" è pienamente coinvolto nei movimenti sociali radicalizzati, generalmente rifiuta di essere intrappolato sotto l'etichetta "estrema sinistra"   : le sue basi teoriche e il suo passato storico si oppongono radicalmente alle correnti autoritarie marxiste (leninismo, trotskismo, stalinismo, ecc.).
Gruppi, collettivi, sindacati che compongono il movimento libertario (elenco non esaustivo):
- Confederazione Nazionale del Lavoro
- Federazione Anarchica
- Alternativa libertaria
- Organizzazione comunista libertaria
- Coordinamento di gruppi anarchici
- Libertaria e offensiva sociale

## Gruppi dal maoismo
La corrente maoista è apparsa in Francia negli anni '60. Complesso per il suo uso fatto della Rivoluzione Culturale di Mao, possiamo distinguerlo in due gruppi principali   :
- da un lato, la corrente definita come mao-spontex , tra cui la Gauche prolétarienne (GP) di Benny Lévy, dell'Union des jeunesses communistes marxistes-léniniste (a sua volta risultante da una scissione nell'Union des étudiants communistes, l'organizzazione giovanile del Partito comunista francese ) che fu influenzato dal filosofo Louis Althusser .  La Gauche prolétarienne era sia molto autoritaria (la gestione essendo molto gerarchica attorno al gruppo di Normal Sup ) sia decentralizzata e anti-autoritaria: Il riferimento di Mao alla Cina era essenzialmente un riferimento all'anti-autoritarismo[4], mentre sosteneva una svolta rivoluzionaria, criticando la svolta del PCF verso un partito di governo (programma dell'Union de la gauche)   : da qui la pretesa di stalinismo  . Paradossalmente da questo legame tra autoritarismo e concezioni più libertarie, questo movimento ha dato origine in particolare alla creazione del quotidiano Liberation  . Una tendenza analoga si riscontra nel movimento Vive la Révolution (VLR) di Roland Castro e Tiennot Grumbach, che riunisce ex membri dell'UJC (ml) e del Mouvement du 22-Mars di Nanterre, attivo nel maggio 68 . Più libertario della Gauche prolétarienne, VLR si rivolse al femminismo, ecc.  .
- dall'altro, il Parti communiste marxiste-léniniste de France (PCMLF), che era l'organo ufficiale in Francia del Partito comunista cinese (PCC) e che era caratterizzato da una posizione chiaramente più ortodossa, persino dogmatica, che criticava severamente la destalinizzazione dell'URSS . Questo movimento finisce per sostenere il Partito del lavoro dell'Albania . Fu bandito nel 1968 [senza fonte]  e ha continuato a nascondersi, le divisioni sono apparse piuttosto rapidamente, il più grave è dovuto alla rottura sino-albanese, che ha comportato una divisione tra fazioni "filo-cinese" e " filo-albanese ". Tra i "filo-cinesi" apparvero inoltre differenze basate sulle diverse valutazioni della Rivoluzione Culturale.

Logo del Partito Comunista dei Lavoratori di Francia.

Questa seconda tendenza è fortemente diminuita negli anni 1975-1985. Oggi l'influenza politica dei maoisti è quasi inesistente.
Alcune organizzazioni che affermano di essere maoiste restano in Francia nel 2019, come il Parti Communiste maoïste (PCm), l'Organisation Communiste-Futur Rouge (OC-FR), l'Organisation Communiste Marxiste-Léniniste Voix prolétarienne(OCML-VP), il Rassemblement organisé des communistes marxistes-léninistes (ROCml) e l'Union Prolétarienne Marxiste-Léniniste (UPML).

## Lotta armata e terrorismo: Action Directe
Tra le organizzazioni di più grande notorietà in Francia vi sono Action directe, un gruppo terroristico armato anarco-comunista che riuniva militanti provenienti da circoli anarchici, libertari o maoisti. I suoi membri hanno rivendicato la responsabilità di oltre 80 attacchi o omicidi sul territorio francese tra il 1979 e il 1987. Secondo il criminologo Jean-François Gayraud, l'organizzazione ha contato 200 simpatizzanti e attivisti in otto anni di esistenza.

## Dagli anni '80
Gli anni '80 rappresentarono una svolta per molti attivisti dell'estrema sinistra che abbandonarono i movimenti di gruppo per praticare un ampio entrismo nella vita politica "classica", in particolare attraverso associazioni che lottano contro il razzismo come SOS Racisme, per aderire rapidamente al Partito socialista . Tipici in questo sono le carriere di Lionel Jospin, Julien Dray, Jean-Christophe Cambadélis e molti altri  . Molti fanno inoltre carriera nei media come Michel Field, Serge July o Edwy Plenel.
Con la disaffezione ideologica per il comunismo e il crollo del "blocco orientale", una parte dei militanti dei suoi piccoli gruppi si converte nella lotta contro il Fronte Nazionale, in nome della lotta contro il "fascismo", termine usato ripetutamente dal Partito Comunista durante la sua storia per combattere contro i suoi avversari politici, creando molteplici associazioni come Ras l'front, Section carrément anti Le Pen ou Action antifasciste Paris-Banlieue, nella lotta per il diritto all'alloggio, o infine nel sostenere gli immigrati clandestini come nella rete transnazionale No Border. Hanno infine investito in un intero insieme di organizzazioni anti-globalizzazione di cui ATTAC sarà la più rappresentativa.